# Warren Fraser
Warren Fraser, född 8 juli 1991, är en friidrottare från Bahamas. Han deltog vid olympiska sommarspelen 2012.